# Wolfgang von Zeynek
Wolfgang von Zeynek (* 30. September 1908 in Prag, Österreich-Ungarn; † 13. Mai 1995 in München) war ein deutscher Jurist.

## Leben
Zeynek wurde als Sohn eines Hofrats und Universitätsprofessors in Prag geboren, konnte aber nach dem Jurastudium wegen unzureichender Kenntnisse der tschechischen Sprache nicht im tschechischen Justizdienst arbeiten. Deswegen wurde Zeynek Rechtsanwalt in Königswart.
1934 trat er in die Sudetendeutsche Partei ein und wurde 1935 Organisationsleiter der Partei. Nach der deutschen Übernahme des Sudetenlandes 1938 wurde Zeynek in die NSDAP aufgenommen, und seine juristische Fachkenntnis wurde sofort genutzt. Er wurde 1939 Assessor und im Februar 1940 Staatsanwalt am Sondergericht Prag. Behörden der DDR und bzw. der ČSSR konnten von Zeynek die Mitwirkung an 112 Todesurteilen nachweisen. Im Jahre 1943 übernahm Zeynek kommissarisch die Leitung des Prager NS-Rechtswahrerbundes.
Nach dem Krieg wurde Zeynek 1948 vom Volksgericht Prag zu 15 Jahren Haft verurteilt und wurde 1955 in die BRD entlassen.
Ein gegen ihn eingeleitetes Ermittlungsverfahren stellte das Landgericht Nürnberg-Fürth 1959 ein, welches die gestellte Anzeige als „kommunistisch gelenktes Störmanöver“ abtat. An jenem Landgericht arbeitete Zeynek ab 1960 als Landgerichtsrat. Im Dezember 1962 ging von Zeynek vorzeitig in den Ruhestand. Er machte dabei von der Regelung des § 116 des Richtergesetzes vom 8. September 1961 Gebrauch, die nationalsozialistisch belasteten Juristen das vorzeitige Ausscheiden aus dem Amt bei voller Pension ermöglichte.